# Jack-Jack Superbaby
Jack-Jack Superbaby (Originaltitel: Jack-Jack Attack) ist ein fünfminütiger computeranimierter Kurzfilm aus dem Jahr 2005, der von den Pixar Animation Studios produziert wurde und die Handlung des Pixar-Films Die Unglaublichen – The Incredibles weiterführt. Für Regie und Drehbuch zeichnete Brad Bird verantwortlich. Co-Regisseur war Roger Gould.

## Handlung
Der Agent Rick Dicker verhört Kari McKeen, die Babysitterin der Familie Parr, die während der Abwesenheit der Eltern auf das kleine Baby Jack-Jack aufpassen sollte. Sie berichtet Dicker davon, dass sie mit Jack-Jack normal spielte und ihn mit klassischer Musik wie Mozarts Klaviersonate Nr. 11 „neurologisch stimulieren“ wollte.
Zunächst scheint ihre Arbeit ruhig zu verlaufen, doch plötzlich zeigt Jack-Jack seine vielfältigen Superkräfte: Er fliegt durch die Wohnung und durch Wände, entfacht Feuer und schießt Laserstrahlen aus seinen Augen. Kari kann ihren Schützling nur schwer bändigen. Am nächsten Morgen ist das Haus völlig verwüstet und Kari mit ihren Kräften am Ende. Plötzlich klopft es an der Tür und Kari hält den dort stehenden Schurken Syndrome für den neuen Babysitter.
Agent Dicker kann nicht glauben, dass Kari das kleine Baby dem Schurken überlassen hat. Er fragt sie, ob sie irgendjemandem von ihren Erlebnissen berichtet hat. Kari hatte es zwar ihren Eltern erzählt, die sie aber nur ausgelacht hatten. Am liebsten wolle sie nun alles Erlebte vergessen. Dicker verspricht ihr das und löscht ihre Erinnerung.

## Synchronisation
Die Synchronrollen sprachen:
| Rolle          | Englischer Sprecher | Deutscher Sprecher |
| -------------- | ------------------- | ------------------ |
| Kari McKeen    | Bret Parker         | Shandra Schadt     |
| Rick Dicker    | Bud Luckey          | Norbert Gastell    |
| Jack-Jack Parr | Eli Fucile          | Eli Fucile         |
| Syndrome       | Jason Lee           | Manuel Straube     |